# يطروفة كبيرة الزهر
جتروفا كبيرة الزهر (الاسم العلمي:Jatropha macrantha) هي نوع من النباتات تتبع جنس الجتروفا من الفصيلة الفربيونية.